# Deadly 60
Deadly ... è un filone della programmazione documentaria britannica sulla fauna selvatica rivolta principalmente a bambini e giovani, che viene trasmessa su CBBC su BBC One e Two e sul canale CBBC . È presentato da Steve Backshall, con Naomi Wilkinson come conduttrice di Live 'n Deadly, e Barney Harwood come conduttrice di Natural Born Hunters. Il filone è iniziato con una singola serie nota come Deadly 60 e successivamente si è espanso in una serie di spin-off, riedizioni e versioni di follow-up.

## Deadly 60
A partire dal 2012, tre serie in formato Deadly 60 sono state prodotte ciascuna con 26 episodi.
Ogni serie mostra Backshall e la sua troupe cinematografica che viaggiano per il mondo nel tentativo di trovare altri 60 degli animali "più mortali" del mondo. In ogni episodio, Backshall rintraccia diversi animali nel suo habitat e fornisce dettagli su ciò che rende notevole l'animale, con particolare enfasi sul suo impatto sull'ecosistema più ampio e sulla modalità del suo comportamento predatore; quindi, perché è "mortale".
Deadly 60 è distribuito dalla BBC Worldwide in molti altri paesi. Soprattutto negli Stati Uniti su NatGeo Wild dall'agosto 2011.

### Deadly 60 Series 1 (2009)
| Episodio | Titolo                                 | Sinossi |
| -------- | -------------------------------------- | --- |
| 1        | Sudafrica 1                            | Il primo episodio guarda al Sudafrica. Steve Backshall guarda gli ippopotami, incontrando un ippopotamo molto speciale chiamato Jessica prima di andare in kayak per cercare altri ippopotami. Viene intrappolato da due ippopotami in un fiume ma il suo equipaggio riesce a salvarlo. Successivamente si reca in un parco di rettili per vedere pitoni di roccia, mamba neri e rinkhal e ne sceglie uno per la sua lista (il mamba nero). Successivamente Steve cerca invertebrati come ragni di babbuino e scorpioni di roccia africani. Quindi trova lo scorpione dalla coda grassa e lo mette sul Deadly 60. Animali in primo piano: ippopotamo , pitone rock , mamba nera , rinkhals , ragno babbuino , scorpione rock africano , scorpione dalla coda grassa |
| 2        | Sudafrica 2                            | Steve continua a esplorare il Sudafrica e va in un santuario degli animali e guarda le aquile di pesce africane. Uno chiamato Bonno che vive in cattività va a pescare pesci di plastica. Dopo che Steve lo guarda, prova a pescare e fallisce enormemente. Steve mette l'aquila di pesce africana sul Deadly 60. Quando Steve inizia a lasciare, prende il giornale locale e legge di una ragazza che viene attaccata da un coccodrillo del Nilo nella sua piscina. Steve decide di guardarli da vicino e vedere se riescono a fare i Deadly 60. Successivamente si intrufola su impala, giraffa e gnu e cerca di vedere se riesce a eguagliare la loro capacità di inseguire e catturare prede ma fallisce. Vuole vedere se i cani da caccia africani stanno meglio. Va in aereo alla ricerca di alcuni cani ma non ne trova. Li mette comunque sui Deadly 60. Animali in primo piano:Aquila pescatrice africana , tessitore di sfere d'oro , coccodrillo del Nilo , cane da caccia africano |
| 3        | Sudafrica 3                            | Questa è l'ultima visita in Sudafrica della stagione. Steve ha in programma di cercare grandi squali bianchi, e dopo una decisione di andare nell'entroterra a causa del maltempo che potrebbe potenzialmente frustrare i suoi piani, e Steve va nell'entroterra e dopo aver camminato con un tasso di miele chiamato Buster, diventa amico di Buster e viene attaccato di), e dopo averlo chiamato senza paura, lo mette sul Deadly 60, quindi controlla un santuario della fauna selvatica dove un meerkat lo morde, un springbok gli corre incontro con le corna distese davanti e poi incontra una volpe dalle orecchie di pipistrello, che chiama troppo carino per creare i 60 mortali e poi incontra un caracal. Dice che questi sono grandi predatori e dopo essersi avvicinati a uno e accarezzarlo, facendo molta attenzione alla sua fortuna con gli altri animali, ma il caracal lo attacca comunque e Steve decide che i caracal meritano di essere sui Deadly 60. Quindi decide di non uscire ancora a cercare gli squali e guarda invece le razze, parenti stretti degli squali. Ne nutre alcuni al largo di Cape Town e lo spiega perché hanno uccisoSteve Irwin , l'ultimo uomo che vorrebbe odiare le razze a causa di quello che gli è successo, non andranno sui Deadly 60 e invece dopo un po' 'escono su una barca in cerca di squali. Va a nutrirsi di squalo con esche di squalo e ne vede uno, ma decide di non bagnarsi con uno. Tuttavia, i grandi squali bianchi riescono ad andare sui Deadly 60. Animali in primo piano: tasso di miele , meerkat , springbok , volpe dalle orecchie di pipistrello , caracal , grande squalo bianco |
| 4        | Australia 1                            | Steve va in Australia occidentale per cercare animali mortali. Comincia alla periferia di Perth e un locale lo aiuta a cercare serpenti tigre. Il locale trova una grande piega, ma non ha trovato serpenti tigre. Vanno in un parco locale e trovano otto serpenti tigre. Quindi mostra una ricostruzione di un uomo che muore per un morso di serpente tigre, Steve ne prende uno. Dice che sono più velenosi dei cobra, ma sembrano cobras; hanno un cappuccio e forse sono molto vicini ai cobra. Il serpente tigre viene quindi messo sul Deadly 60. Successivamente Steve esce in mare per catturare i cacciatori di pesci e guarda leoni marini e pellicani australiani, quest'ultimo va sul Deadly 60. Successivamente Steve guarda i delfini tursiopi che hanno un cervello più grande degli umani e Steve scoprono che sono buoni predatori che vanno sicuramente sui Deadly 60. Animali in primo piano:scinco , serpente tigre , leoni marini australiani , pellicano , tursiope |
| 5        | Australia 2                            | Steve viaggia nel Queensland, in Australia e inizia sorvolando le canne sofferenti e poi mostra i rospi di canna, ma non li mette sui Deadly 60. Animali in primo piano: rospo di canna , zecca di paralisi , volpe volante dagli occhiali , ortica , serpente , foresta drago barbuto , monitor di pizzo , ragno rosso |
| 6        | Australia 3                            | Questo programma si concentra sull'Australia meridionale. Animali in primo piano: tonno pinna gialla , ornitorinco becco d'anatra , canguro grigio orientale , ragnatela a imbuto , formica saltatore , seppia gigante australiana |
| 7        | Australia 4                            | Il programma finale dall'Australia va nel Territorio del Nord, dove Steve guarda i notturni. Animali in vetrina: coccodrillo d'acqua salata , fischiettando aquilone , lucertola frilled , fantasma pipistrello |
| 8        | India 1                                | Steve va in India a cercare animali mortali. Animali in vetrina: Coccodrillo, vipera di Russell , re cobra , vipera sega-scala , pigrizia orso , langur scimmia , Mantide religiosa |
| 9        | India 2                                | Steve usa questo episodio per continuare i suoi studi sull'India. Animali in primo piano: gharial , elefante asiatico , tigre del Bengala |
| 10       | Borneo 1                               | Steve va nel Borneo e inizia a cercare animali nel sistema di grotte di Gomantong. Animali in primo piano: pipistrello dalle rughe, scarafaggio, millepiedi scutigera, pitone reticolato |
| 11       | Borneo 2                               | Steve va nel mare del Bornean e cerca animali mortali. Animali in primo piano: coccodrillo, pesce rana, pesce leone, gamberi mantide, barracuda chevron |
| 12       | Regno Unito 1                          | Steve torna a casa nel Regno Unito e questa volta guarda gli animali più letali che la sua casa ha da offrire. La prima è una battaglia in Galles. Animali in primo piano: gannet, lucertola di sabbia, lucertola comune, serpente di erba, verme lento, serpente liscio, vipera, calabrone gigante, astore |
| 13       | Regno Unito 2                          | Questo episodio continua la ricerca di animali mortali nel Regno Unito. Animali in primo piano: lontra comune, grande ragno zattera, falco pellegrino |
| 14       | Alaska USA                             | Steve va in Alaska per osservare animali mortali. Animali in primo piano: volpe artica, ghiottone, orso polare, aquila calva, salmone, orso bruno |
| 15       | Arizona USA                            | Steve si dirige nel deserto dell'Arizonan. Animali in primo piano: gufo, falco di Harris, orso nero, leone di montagna, mostro di Gila, serpente a sonagli tigre |
| 16       | Louisiana USA                          | Steve va nella palude della Louisiana e guarda molti animali mortali. Animali in primo piano: pesce gatto, alligatore, formica rossa, cottonmouth, armadillo, alligatore americano, tartaruga a coccodrillo |
| 17       | Bahamas                                | Speciale squalo - Steve Backshall guarda gli squali in un viaggio alle Bahamas. Animali in primo piano: squalo caraibico , squalo tigre , grande testa di martello , squalo limone |
| 18       | Brasile 1                              | Steve va nella savana brasiliana per incontrare contendenti mortali per la sua lista. Animali in primo piano: formichiere gigante , civetta delle tane |
| 19       | Brasile 2                              | Steve va nelle foreste alluvionate brasiliane per trovare lì gli animali più mortali. Animali in primo piano: fer de lance, piranha dal ventre rosso, candiru gigante, delfino di fiume rosa |
| 20       | Brasile 3                              | Steve termina il suo viaggio cercando gli ultimi due Deadly 60 animali. Animali in primo piano: frusta ragno, golia birdeater, pipistrello vampiro, granchio d'acqua dolce, rana dardo avvelenato, formica dell'esercito |
| 21       | Killers                                | Steve ci mostra la manciata di 60 animali mortali che ucciderebbero un essere umano. |
| 22       | Armi                                   | Steve guarda gli animali dei Deadly 60 e le loro armi. |
| 23       | nascosto                               | Steve Backshall mostra tutti gli animali mortali che non ha indossato nei Deadly 60. |
| 24       | Dietro le quinte                       | Steve mostra agli spettatori che si sintonizzano su come sono stati realizzati i suoi incontri con animali preferiti. |
| 25       | The Making of South America and Alaska | Steve mostra come l'equipaggio ha filmato gli episodi del Brasile e l'episodio dell'Alaska. |
| 26       | In via di estinzione                   | Steve incontra tutti i 60 animali Deadly in via di estinzione. |

### Deadly 60 Series 2 (2010)
| Episodio | Titolo                                       | Sinossi |
| -------- | -------------------------------------------- | --- |
| 1        | Bassa California, Messico                    | Steve Backshall incontra gli animali mortali in Baja California, in Messico, per iniziare il suo nuovo Deadly 60. Animali in primo piano: calamari Humboldt , tarantola , tarantola falco vespa , serpente a sonagli                                                                                     |
| 2        | British Columbia                             | Steve va in British Columbia per vedere creature marine potenzialmente letali. Animali in primo piano: anguilla lupo , polpo gigante del Pacifico , orca |
| 3        | Vancouver                                    | Animali in primo piano: leone marino di Steller , orca , puzzola , procione , orso nero americano |
| 4        | Costa Rica 1                                 | Steve mostra al pubblico gli animali più mortali in Costa Rica. Animali in primo piano: fer de lance , coccodrillo americano , giaguaro , pecari |
| 5        | Costa Rica 2                                 | Steve continua gli studi in Costa Rica. Animali in primo piano: boa constrictor , ciglia viper , bushmaster , rana di dardo avvelenata , mazza vampiro |
| 6        | Panama                                       | Steve visita Panama alla ricerca della sfuggente aquila arpia. Animali in primo piano: serpente da corsa lucido , pecari, formica proiettile , aquila arpia |
| 7        | Mozambico                                    | Steve visita la costa del Mozambico. Animali in primo piano: zooplancton , squalo balena , solifugo , marlin , stelle marine della corona di spine |
| 8        | Sud Africa                                   | Steve rivisita il Sudafrica per mostrare animali mortali non mostrati nell'ultima serie di Deadly 60. Animali in primo piano: squalo pinna nera , ape africana , squalo dente frastagliato , dassie , aquila nera                                                                                        |
| 9        | Namibia 1                                    | Steve va nel deserto del Namib in Namibia e mostra mortali namibiani. Animali in vetrina: Ragno Spoor , dune formica , lucertola pala dal muso , sidewinder , avvoltoio |
| 10       | Namibia 2                                    | Steve è alla ricerca dei Big Cats della Namibia. Animali in primo piano: leopardo , leone , istrice, facocero , giraffa |
| 11       | Madagascar                                   | Steve visita il Madagascar per vedere lì gli animali mortali. Animali in primo piano: fossa, cicala, camaleonte, geco coda a foglia, aye-aye |
| 12       | Uganda                                       | Qui Steve mostra alla gente quanto possano essere letali i primati. Animali in primo piano: gorilla, babbuino, scimpanzé, lombrico gigante |
| 13       | Tailandia                                    | In Tailandia Steve cerca di trovare gli animali più letali che ha da offrire. Animali in primo piano: re cobra, leopardo nebuloso, geco tokay |
| 14       | Filippine 1                                  | Steve continua la sua avventura per Deadly 60 nelle Filippine. Animali in primo piano: monitor per l'acqua, tarantola, ragno frusta, pangolino, serpente mangrovia |
| 15       | Filippine 2                                  | Steve continua i suoi studi nelle Filippine. Animali in primo piano: squalo trebbia, stretto di mare dal ventre giallo, più tarsier |
| 16       | Cani e lupi, Norvegia, Regno Unito e Romania | In questo episodio Steve si concentra sui cani. Animali in vetrina: Alaskan husky, cane da salvataggio rottweiler, cane da pastore tedesco, lupo grigio, orso bruno, visita anche la Norvegia |
| 17       | Norvegia                                     | Steve va nel nord ghiacciato della Norvegia per vedere quali animali mortali ci sono nella sua regione polare. Animali in primo piano: volpe artica, lemming, bue muschiato, lince, capriolo |
| 18       | Regno Unito (Regno Unito)                    | Steve vede quali animali mortali ha da offrire la sua terra natale. Animali in primo piano: luccio, aquila di mare dalla coda bianca, ragno granchio, tessitore di sfere |
| 19       | Argentina                                    | Steve si reca in Argentina per vedere gli animali mortali che vivono nelle sue terre paludose. Animali in primo piano: caimano dagli occhiali , capibara , volpe , piranha dal ventre giallo , anaconda gialla                                                                                           |
| 20       | Perù                                         | Steve termina la sua ricerca nelle meraviglie della foresta amazzonica. Animali in primo piano: lontra gigante , caimano nero , cribo dalla coda gialla |
| 21       | Making Of (Speciale)                         | Steve e la banda mostrano come è stato realizzato lo show televisivo. |
| 22       | Tracce e segni (speciali)                    | Steve racconta come possiamo rintracciare gli animali usando tracce e segni. |
| 23       | Inside Deadly 60 (Special)                   | Steve si concentra sul mostrare agli spettatori come gli animali sopravvivono guardando sotto la pelle. |
| 24       | Unseen (Special)                             | Steve mostra gli animali che non ha avuto il tempo di mostrarci. ragno bianco , spoor (cameo), cricket di terra corazzato , cane da caccia africano , millepiedi , scorpione , scimmia vervet , tarsier , martin pescatore cicogna , granchio vergognoso , formica di velluto e millepiedi Scolopendrium |
| 25       | Venom (speciale)                             | Steve ci parla del veleno, di come funziona e di come curarlo |
| 26       | In via di estinzione (speciale)              | Steve mostra gli animali mortali in via di estinzione |

### Deadly 60 Series 3 (2012)
| Episodio | Titolo               | Sinossi |
| -------- | -------------------- | --- |
| 1        | Indonesia            | Steve Backshall si reca in Indonesia, dove lui e il suo equipaggio hanno un incontro ravvicinato quando vengono inseguiti da un gruppo di famelici draghi di Komodo lunghi tre metri , le più grandi lucertole velenose del mondo! |
| 2        | Etiopia              | Steve si reca in Etiopia per trovare i babbuini di gelada, ma prima ha un'esperienza di una vita, alimentando iene selvagge in una città medievale con un uomo locale. Le iene si sono abituate a questa alimentazione dopo centinaia di anni. Quindi viaggia tra le montagne per trovare le geladas ma si imbatte accidentalmente nel rarissimo lupo etiope lungo la strada. |
| 3        | Regno Unito          | Steve è sul suo territorio, perlustrando terra, mare e aria, per alcune delle creature più letali che il Regno Unito ha da offrire. Innanzitutto, si dirige verso i mari al largo della costa di Plymouth, alla ricerca di mostri dal profondo. E non è deluso! Nelle viscere di un relitto si trova faccia a faccia con un gigantesco grongo , uno dei predatori più temuti dell'oceano. Di nuovo a terra incontra un doppio assassino mortale, la libellula . Da adulti sono incredibili assassini aerei, ma conducono una doppia vita. Infine, dà un'occhiata al gheppio , il campione del mondo in bilico. |
| 4        | Alaska               | Steve e l'equipaggio si dirigono nella splendida natura selvaggia dell'Alaska per un'altra avventura mortale. È lo stato più grande d'America e ospita alcuni dei predatori più impressionanti della Terra. |
| 5        | Sudafrica 1          | La ricerca di Steve di animali mortali porta lui e l'equipaggio in Sudafrica. Questa volta stanno cercando uno dei più iconici di tutti, il feroce grande squalo bianco. |
| 6        | Messico 1            | Steve Backshall e il suo team si dirigono verso la penisola dello Yucatan in Messico, dove si imbarca in un inseguimento ad alto numero di ottani con il pesce più veloce del mare, il pesce vela e le meraviglie delle incredibili abilità di caccia del serpente messicano notturno |
| 7        | Australia 1          | Questa volta su Deadly 60, Steve e l'equipaggio sono in Australia ed è mortale all'estremo. Steve si dirige verso il sole cocente dell'entroterra per realizzare il sogno di una vita di trovare il serpente di terra più velenoso del mondo. |
| 8        | Nuova Zelanda        | Per la prima volta su Deadly 60 Steve e il team si recano in Nuova Zelanda. Steve scende in profondità nelle grotte di Waitomo per trovare un insolito predatore che attira gli insetti fino alla morte con uno spettacolo di luci letale, il luccichio. |
| 9        | Sudafrica 2          | Questa volta su Deadly 60, Steve e l'equipaggio sono tornati in Sudafrica, una delle capitali mortali del mondo. Viene tirato fuori dai piedi più veloci del pianeta quando si imbatte in un paio di ghepardi in una partita di calcio. |
| 10       | Australia 2          | Questa volta su Deadly 60, Steve e l'equipaggio sono tornati in Australia, una delle capitali mortali del mondo. Viene lanciato sotto un elicottero in un nido di coccodrilli d'acqua salata e misura il loro morso ma perde il misuratore del test del morso! |
| 11       | Sud America 1        | Steve e il suo equipaggio sono tornati nelle giungle del Sud America per la sua avventura Deadly 60. Steve si dirige in acque infestate da coccodrilli per uno spaventoso incontro notturno con un predatore davvero scioccante, l'anguilla elettrica. |
| 12       | Nepal                | Steve e l'equipaggio si dirigono nel regno montano del Nepal per cercare altri predatori di animali da aggiungere ai Deadly 60. Steve chiede l'aiuto di un elefante per rintracciare un rinoceronte molto scontroso. |
| 13       | Messico 2            | Steve e l'equipaggio tornano in Messico in cerca di altri animali da aggiungere ai Deadly 60. Steve cerca di notte in una palude un raro e bellissimo coccodrillo con un morso cattivo, prima di dirigersi verso la splendida costa messicana. |
| 14       | Venezuela            | Questa volta Steve e l'equipaggio si recano in Venezuela alla ricerca di altri letali predatori di animali per la lista mortale. Per prima cosa pettinano le zone umide venezuelane alla ricerca del più grande serpente del mondo, la potente anaconda verde. |
| 15       | Sud America 2        | Steve ritorna in Sud America. Si unisce a una squadra che cerca di salvare un predatore altamente minacciato, il coccodrillo Orinoco, e assiste al feroce istinto materno di una femmina. |
| 16       | Sri Lanka 1          | Steve si reca in Sri Lanka, dove tenta di immergersi gratuitamente con l'animale più grande che si sia mai vissuto, la balena blu. E di nuovo sulla terra ferma, va alla ricerca di un altro gigante, l'elefante asiatico. |
| 17       | Sri Lanka 2          | Steve Backshall e l'equipaggio continuano la loro avventura nello Sri Lanka a caccia di altri tre perfetti predatori da aggiungere ai Deadly 60. |
| 18       | Stati del Sud        | Steve visita gli Stati del sud degli Stati Uniti. Si tuffa nelle acque cristalline del fiume Silver Springs per nuotare con un alligatore selvaggio e aggiunge la sua prima pianta al Deadly 60, un carnivoro Flytrap Venus. |
| 19       | Florida              | Steve si reca in Florida negli Stati Uniti. Si avventa in una palude per cercare di catturare un anfibio scivoloso chiamato anfiuma e rintraccia il serpente più grande d'America, il serpente a sonagli con il diamante orientale. |
| 20       | nascosto             | In questo episodio finale della serie, l'avventuriero della fauna selvatica Steve Backshall ripercorre alcune riprese inedite delle riprese di Deadly 60. |
| 21       | Killer Shots         | . |
| 22       | parassiti            | . |
| 23       | Super poteri         | . |
| 24       | Vicinato             | . |
| 25       | Auto difesa          | . |
| 26       | In via di estinzione | . |

## Live 'n Deadly
Live 'n Deadly è una serie spin-off di Deadly 60, con 10 spettacoli dal vivo e 3 speciali non live. Questa serie è un programma di una rivista dal vivo ospitato da Steve Backshall e Naomi Wilkinson , che presenta una gamma di contenuti della rivista, funzionalità e giochi relativi agli animali e alla fauna selvatica e utilizza anche la sua trasmissione in diretta per incoraggiare l'interattività con il pubblico di visualizzazione. Il programma era una serie itinerante, con episodi girati dal vivo sul posto da zone del Regno Unito.
La prima serie di Live 'n Deadly è andata in onda su BBC Two (simulcast con CBBC Channel ) il sabato mattina alle 9:00 tra settembre e dicembre 2010. Oltre allo spettacolo dal vivo del sabato, si è tenuto anche un evento pubblico di roadshow il seguente giorno nell'area generale che il programma aveva visitato quella settimana (anche se mai nella stessa posizione). Questi roadshow sono stati gestiti da BBC Learning e presentavano una serie di attività pratiche legate alla fauna selvatica per bambini e famiglie, e le riprese degli eventi del roadshow sono state trasmesse il sabato seguente come parte del seguente programma live.
La serie 2 di Live 'n' Deadly è andata in onda tra settembre e dicembre 2011.

## Deadly 60 Bites
Questa è una serie di brevi programmi di riempimento costituiti da segmenti di singoli animali di Deadly 60 suddivisi in un segmento autonomo da 5 a 10 minuti; questo è spesso usato come riempitivo tra i programmi sul canale CBBC.

## Deadly Art
Nel 2011 è stato trasmesso uno show spin-off chiamato Deadly Art, che va in onda come programma di riempimento breve nei giorni feriali.

### Deadly Art Series 1
Tartaruga a scatto di alligatore , Piranha , Coccodrillo marino , Orso bruno , Lupi , Api assassine africane , Ippopotami , Aquila pescatrice africana , Re cobra , Squalo , Lince , Gorilla di montagna , Tonno , Serpente a sonagli , Tigre , Pipistrello fantasma , Tarsier , Wolverine , Ragno rosso , Camaleonte , Praying mantis , falco pellegrino ,Seppie giganti , avvoltoio , pangolino , diavolo della Tasmania La selezione finale

### Deadly Art Series 2
Goliath Birdeater , Snow Leopard , Gecko di Tokay , Aye aye , Squid , Scorpion , Scutigera millepiedi , Leone , pipistrelli rughe labbra , Barracuda , aquila Nero , Scimpanzé , Delfino , coccodrillo del Nilo , Pit viper , Hornet , Lionfish , reticolato pitone , formichiere gigante , Squalo pinna nera , Cane da caccia africano ,Monitor lucertola , Gannet , polpo gigante , Corona di spine stelle marine , Polar Bear

### Deadly Art Series 3
La serie 3 è andata in onda a maggio 2012.
Serpente di sabbia fasciato , Elefante africano , Aquila reale , Fossa , Squalo tigre , Aquila arpia , Rinkhals , Facocero , Anguilla lupo , Rana di dardo avvelenata , Ragno Spoor , Giraffa , Delfino di fiume rosa , Civetta delle tane , Volpe artica , Millepiedi , Scimmia di Vervet , Bue muschiato , canguro , formica dell'esercito , leopardo nebuloso , martin pescatore, Squalo martello , solifuge , orca , rinoceronte nero

## Top 10 mortali
Il canale CBBC ha iniziato la messa in onda di "Steve Backshall's Deadly Top 10s", che in sostanza è uno spettacolo di 30 minuti con una raccolta di materiale precedentemente visto in Deadly 60.

### Deadly Top 10s - Series 1 (2009)
1 - Strano: (10) Meganaura , (9) Talpa dal naso a stella , (8) Megapiranha , (7) Dragonfly ninfa vs. libellula adulto (Vincitore: libellula adulta), (6) Camaleonte , (5) Ciglia vipera , (4) Helicoprion , (3) Kaprosuchus , (2) Utahraptor , (1) Smilodon .
2 - Armi letali: (10) Aquila pescatrice africana , (9) Ippopotamo vs. elephant (vincitore: elephant), (8) Queen snake , (7) Aye-aye , (6) Bullet ant , (5) Sundew vs. venus fly trap (vincitore: venus fly trap), (4) Great gray owl , (3) Homotherium , (2) Spinosaurus , (1) Mosasaurs
3 - Killer Tactics: (10) Hast's Eagle , (9) African hunting dog , (8) Gecko dalla coda a foglia , (7) Death adder vs. giarrettiera (vincitore: giarrettiera), (6) Scimpanzé , (5) Stoat , (4) Azhdarchid , (3) Jaekelopterus , (2) Dinofelis , (1) Liopleurodon
4 - Più spaventoso: (10) Scorpione dalla coda grassa , (9) Sydney ragnatela a imbuto , (8) Sea krait , (7) Skunk , (6) Cone shell , (5) Water monitor vs. Drago di Komodo (vincitore: Drago di Komodo), (4) Segno di spunta di paralisi , (3) Andrewsarchus , (2) Titanoboa , (1) Megalania
5 - Feroce: (10) Tigre , (9) Orso polare , (8) Squalo tigre , (7) Tasso di miele vs. Wolverine (vincitore: tasso di miele), (6) - Humboldt calamari , (5) calabrone giapponese , (4) Arctodus , (3) Entelodont , (2) Megalodon , (1) Tyrannosaurus rex

### Deadly Top 10s - Series 2(2010)
1 - Difensori: (10) Goliath Bird-Eating Spider , (9) Adder , (8) Mountain gorilla , (7) Porcupine , (6) Falena farfalla bruco , (5) Cassowary , (4) Jack jumping ant , (3 ) Rhino vs. buffalo (vincitore: buffalo), (2) Rinkhals spitting cobra , (1) Bombardier beetle
2 - Super-Senses: (10) formichiere gigante , (9) delfino di fiume rosa , (8) Raccoon vs. yapok (vincitore: procione), (7) ornitorinco becco d'anatra , (6) pipistrello vampiro , (5) serpente nuotatore di sabbia , (4) volpe dalle orecchie di pipistrello vs. pipistrello marrone dalle orecchie lunghe (vincitore: volpe dalle orecchie di pipistrello), (3) Tarsier , (2) coccodrillo del Nilo , (1) Seppia
3 - Estremo: (10) Leopardo delle nevi , (9) Diavolo spinoso , (8) Pitcher plant , (7) Lungfish , (6) Fungus gnat glow worm , (5) Arctic fox vs. fennec fox (vincitore: Arctic fox), (4) Spoor spider , (3) Emperor penguin , (2) Sperm whale , (1) Wood frog
4 - Mass Attacks: (10) Blacktip shark , (9) Blue footed booby , (8) Coati , (7) Hyena maculata , (6) Locusta del deserto , (5) Ragno socievole sudamericano vs. ragno nero tessitore di pizzo (vincitore: ragno socievole sudamericano), (4) lupo grigio , (3) ape mellifera , (2) delfino tursiope , (1) formica dell'esercito
5 - Airborne: (10) Martin pescatore pezzato , (9) Mosca di ladro , (8) Lucertola di Draco , (7) Ragno di salto dell'Himalaya , (6) Magnifico uccello fregata (5) Astore , (4) Vespa di falco tarantola , (3) Natterer's pipistrello vs. pipistrello bulldog maggiore (vincitore: pipistrello Natterer), (2) Lammergeier , (1) Kestrel

## Deadly 60 on a Mission
Nel 2011, una serie di compilation chiamata Deadly 60 on a Mission ha iniziato la messa in onda domenica sera su BBC One ; questo ha preso il posto di Horrible Histories con Stephen Fry nel programma della BBC One e, come lo spinoff di Horrible Histories, è stato progettato per utilizzare i contenuti del programma CBBC associato in uno slot a metà serata per famiglie. Come per i Deadly Top 10 , gran parte del materiale di questo filone era già apparso nella serie Deadly 60 principale . 

## Deadly 360
Uno spettacolo in formato basato su studio che mescola l'archivio di storia naturale della BBC mostrato in stile 'Minority Report', presentato di nuovo da Steve Backshall - Lo spettacolo è stato trasmesso su CBBC tra settembre e dicembre 2011. Nel regno animale, è una lotta di potere. Gli animali più forti abbattono quelli più deboli. E a volte gli animali più forti si combattono l'un l'altro. Questa serie combina molti animali dominanti per combattimenti epici. Alcuni combattenti si sono già incontrati in natura. Altri si trovano faccia a faccia per la prima volta.
Episodi
1 Green Anaconda vs. Jaguar Amazon Ambush
2 Cougar contro Grey Wolf Cat and Dog Fight
3 Nile Crocodile vs. Hippopotamus River Rumble
4 Deathstalker scorpion vs. Sydney funnel-web spider Attack Of The Arachnids
5 Elefante africano di Bush contro White Rhino Clash Of The Titans
6 Gorilla vs. Leopard Jungle War
7 Great White Shark vs. Killer Whale Showdown At Sea
8 Grizzly Bear vs. Polar Bear Battle Of The Bears
9 Honey Badger vs. Spotted Hyena Scrap in The Savanna
10 Re Cobra contro Komodo Dragon Hissing Fit
11 Lion vs. Tiger Big Cat Brawl
12 Tasmanian Devil vs. Wolverine Bad Attitude Beatdown

## Palo mortale a palo
Nella serie, presentata per la prima volta nell'ottobre 2013, Steve Backshall viaggia da un polo all'altro attraverso le Americhe alla ricerca di animali pericolosi.

## Backshall's Deadly Adventures
Una serie in cui Steve Backshall vive avventure mortali. 

## Natural Born Hunters
Una serie in cui Steve Backshall e Barney Harwood raccontano varie clip (principalmente da Deadly 60) sui predatori e su come cacciano. Questa serie potrebbe essere considerata una combinazione della serie "Deadly" e della serie " Barney's ... "

## Deadly 60 Games
Diversi giochi Deadly 60 Flash sono stati prodotti anche per CBBC. Deadly Dash (rilasciato a settembre 2010) è stato uno dei giochi più popolari sul canale quell'anno. Deadly Planet e Deadly Scramble sono stati successivamente rilasciati nel settembre 2012 in coincidenza con la serie 2 di Live 'n' Deadly.

## Dinosauri mortali
Nel 2018, è stato annunciato che Backshall avrebbe realizzato una nuova serie "Deadly", questa volta sui Dinosauri. La serie è iniziata a giugno 2018 e ha avuto 10 episodi, trasmessi ogni mercoledì. Ogni dinosauro è mostrato come una figura generata da computer (principalmente usando filmati dal pianeta dinosauro), presumibilmente la versione più realistica di sempre. A ogni Dino viene quindi assegnata una scala mortale, basata su Armi, Dimensioni e Velocità. Anche se l'unica cosa che ha ottenuto il 100% mortale è stato l'asteroide che ha ucciso i dinosauri nel nono episodio soprannominato "Deadlier Than the Dinosaurs".